# Накурдеві
Накурдеві (груз. ნაქურდევი) — село в Грузії.
За даними перепису населення 2014 року в селі проживає 93 особи.